# Phrurotimpus abditus
Phrurotimpus abditus är en spindelart som beskrevs av Willis J. Gertsch 1941. Phrurotimpus abditus ingår i släktet Phrurotimpus och familjen flinkspindlar. Inga underarter finns listade i Catalogue of Life.